# Molopo
Molopo är en flod i norra Sydafrika. Den är en biflod till Oranjefloden och är cirka 1 000 km lång.
Flodfåran ligger på en höjd av 2 500 meter vid den västra gränsen i distrikten Lichtenburg och Marico. Floden rinner västerut 800 km och förenas sedan med floden Nossob. Sedan svänger den söderut och efter 89 km rinner den genom slättland, särskilt i den stora depressionen. Molopo är gränsflod  på en sträcka om 100 kilometer mellan Botswana och de sydafrikanska distrikten Mafeking, Vryburg och Kuruman.